# Philipp Gotthard von Schaffgotsch

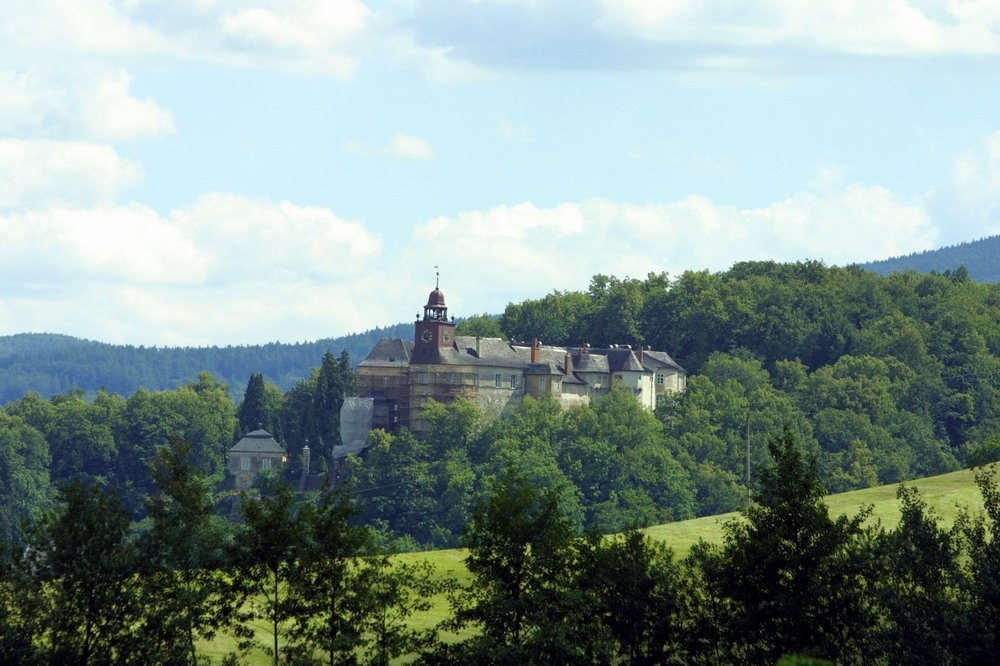
zamek Javornik

Philipp Gotthard von Schaffgotsch (ur. 3 lipca 1716 w Cieplicach Śląskich, zm. 5 stycznia 1795 w Javorníku) – biskup wrocławski w latach 1747–1795.

## Życiorys
Philipp Gotthard von Schaffgotsch był synem Hansa Antona von Schaffgotscha (zm. 1742) i jego żony Anny Teresy von Kolowrat-Novohradsky. Przeznaczony do stanu duchownego w wieku trzynastu lat otrzymał tonsurę, a dwa lata później niższe święcenia. Wysłany został do Rzymu gdzie uzyskał doktorat z teologii. W 1734 r. został kanonikiem ołomunieckim i jeszcze w tym samym roku wrocławskim. W 1738 r. przyjął święcenia kapłańskie. W 1741 r. został prepozytem kolegiaty św. Krzyża we Wrocławiu. Należał także do masonerii. Po zajęciu Śląska przez Prusy zaprzyjaźnił się z królem Fryderykiem Wielkim, który powierzył mu w 1742 r. kanonię w Halberstadt, a rok później urząd opata w klasztorze augustianów na Piasku we Wrocławiu. W 1744 r. na życzenie króla został koadiutorem z prawem następstwa biskupa Philippa Ludwiga von Sinzendorfa. Po jego śmierci w 1747 r. został ordynariuszem wrocławskim. Podczas wojny siedmioletniej poparł Austriaków, popadł w niełaskę i w 1766 r. został skazany na banicję. Odtąd przebywał w Jaworníku i administrował austriacką częścią diecezji, w 1770 ustanowił Wikariat Generalny dla Śląska Austriackiego. Częścią pruską administrowali wikariusze apostolscy Jan Maurycy Strachwitz i Anton Ferdinand von Rothkirch und Panten. Philipp Gotthard von Schaffgotsch został pochowany w Cieplicach.

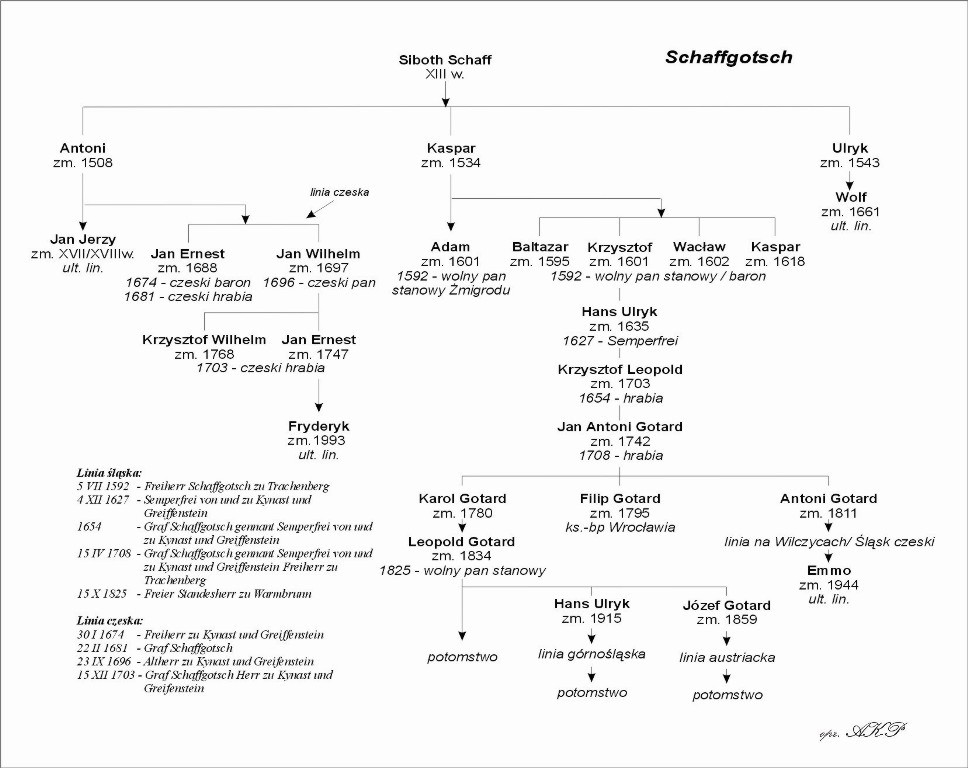
Filip Gotard i główne linie rodu Schaffgotsch

## Literatura
- A. Kuzio-Podrucki, Schaffgotschowie. Dzieje wielkiego rodu z Europy Środkowej, Katowice 2024, ISBN 978-8367152-61-7
- Colmar Grünhagen: Philipp Gotthard Graf von Schaffgotsch, Fürstbischof von Breslau w: Allgemeine Deutsche Biographie. Bd. 30, s. 545. (niem.)
- Arkadiusz Kuzio-Podrucki, Schaffgotschowie. Zmienne losy śląskiej arystokracji, Bytom 2007, ISBN 978-83-923733-1-5 (pol.)
- Arkadiusz Kuzio-Podrucki, Das Haus Schaffgotsch. Das wechselvolle Schicksal einer schlesischen Adelsdynastie, Tarnowskie Góry 2009, ISBN 978-83-61458-32-6.
- Ulrich Schmilewski, Schaffgotsch, w: Neue Deutsche Biographie, Bd 22, München 2005. (niem.)
- Philipp Gotthard von Schaffgotsch